# 宋國鼎
宋國鼎（1981年1月22日—），臺灣苗栗縣政治人物，現任時代力量苗栗縣黨部主任委員，曾任苗栗縣議會議員（第19屆），並代表時代力量投入2022年苗栗縣縣長選舉，但其後未能勝選。2023年2月，時代力量第四屆決策委員選舉拿下第一高票；同年10月，列入時代力量2024年不分區立法委員名單，並辭去決策委員。

## 早年
宋國鼎於苗栗縣出生長大，完成學業及取得律師資格回到苗栗執業。在執業第一年加入包括邱顯智律師在內的義務律師團隊，投入「關廠工人案」的辯護工作。最後選擇加入時代力量，希望可以透過苗栗縣議員的身分改變苗栗的政治。

## 政壇生涯

### 當選苗栗縣議員
2018年3月21日代表時代力量參選苗栗縣議員。最後與黨友曾玟學成功當選苗栗縣議員，成為首批以時代力量黨籍身分當選的縣市議員。擔任議員期間，與陳光軒、陳品安、曾玟學等保持良好合作。
苗栗電子廠嚴重特殊傳染性肺炎群聚感染事件發生後，協助京元電子員工於2021年10月13日成立工會。

### 參選苗栗縣縣長
2022年7月15日，時代力量舉行記者會，公布提名苗栗縣議員宋國鼎參選苗栗縣縣長。宋國鼎表示，過去外界認為苗栗是鐵板一塊，但他感受到在地苗栗人對地方政治有更多期待，因此挺身而出盼為苗栗打一場光榮選戰，最後並未當選，但得票超過國民黨的候選人，創下該黨在當地的歷史記錄。

### 參選不分區立法委員
2023年10月15日，時代力量公佈不分區立法委員名單，宋國鼎排序第三。

## 選舉紀錄
| 年度 | 選舉屆數               | 選舉區                                 | 所屬政黨 | 得票數  | 得票率 | 當選標記 | 備註 |
| ---- | ---------------------- | -------------------------------------- | -------- | ------- | ------ | -------- | ---- |
| 2018 | 第十九屆苗栗縣議員選舉 | 苗栗縣第四選舉區                       | 時代力量 | 5,298   | 7.48%  |          |      |
| 2022 | 第十九屆苗栗縣縣長選舉 | 苗栗縣                                 | 時代力量 | 39,347  | 13.47% |          |      |
| 2024 | 第十一屆立法委員選舉   | 全國不分區及僑居國外國民立法委員選舉區 | 時代力量 | 353,670 | 2.57%  |          |      |

## 外部連結
- 宋國鼎的Facebook專頁
- 時代力量苗栗黨部的Facebook專頁
- YouTube上的宋國鼎頻道